# Чехія та євро
Чехія зобов’язана прийняти євро в майбутньому і приєднатися до єврозони, тільки-но вона задовольнить критерії зближення до євро згідно з Договором про приєднання після приєднання до Європейського Союзу (ЄС) у 2004 році. Таким чином, Чехія є кандидатом на розширення єврозони і використовує чеську крону як свою валюту, що регулюється Чеським національним банком, членом Європейської системи центральних банків, і не бере участі в Європейському механізмі обмінних курсів II. (ERM II).
Хоча Чехія має хороші економічні можливості для переходу на євро, після європейської боргової кризи серед громадськости виникла значна опозиція щодо прийняття євро. Станом на  2017, немає цільової дати уряду для приєднання до ERM II або запровадження євро. Кабінет міністрів, який був сформований після парламентських виборів 2017 року, офіційно не планує продовжити впровадження євро протягом свого терміну. Політику неприйняття продовжив наступний кабінет міністрів, сформований після виборів 2021 року.

## Історія

### Вступ до Європейського Союзу та 2000-ті роки

Курс євро до чеської крони з 1999 року

Референдум про членство в Європейському Союзі в 2003 році схвалив вступ країни з 77,3% «за», а в 2004 році Чехія приєдналася до ЄС.
Після вступу до ЄС у травні 2004 року Чехія прийняла фіскальну та монетарну політику, спрямовану на узгодження своїх макроекономічних умов із рештою Європейського Союзу. Спочатку Чехія планувала прийняти євро як офіційну валюту в 2010 році, однак оцінки 2006 року виявили, що ця дата малоймовірна, і цільова дата була відкладена на невизначений термін.  У лютому 2007 року міністр фінансів заявив, що 2012 рік був «реалістичною» датою , але до листопада 2007 року це було зарано.  У серпні 2008 року в оцінці говорилося, що ухвалення не очікується раніше 2015 року через політичне небажання з цього приводу.  Однак у жовтні 2009 року тодішній міністр фінансів Едуард Янота заявив, що 2015 рік уже нереальний.  У червні 2008 року голова Центрального банку Зденек Тума припускав 2019 рік.
Наприкінці 2010 року в уряді Чехії виникла дискусія, частково ініційована тодішнім президентом Вацлавом Клаусом, відомим євроскептиком, щодо переговорів про відмову від приєднання до єврозони. Пізніше прем'єр-міністр Чехії Петр Нечас заявив, що відмову не потрібно, оскільки Чехія не може бути примушена приєднатися до ERM II і, таким чином, може вирішувати, чи виконувати один із необхідних критеріїв для приєднання до єврозони чи коли. ту, яку взяла Швеція. Нечас також заявив, що його кабінет не буде приймати рішення про приєднання до євро протягом свого терміну.  

### 2010-ті роки
Європейська боргова криза ще більше знизила інтерес Чехії до приєднання до єврозони. Нечас сказав, що оскільки умови, які регулюють єврозону, значно змінилися після ратифікації їхнього договору про вступ, він вважає, що чехи повинні мати можливість на референдумі вирішити, чи вступати до єврозони за новими умовами.  Одна з партій молодшої урядової коаліції TOP09 виступила проти референдуму про євро.
У квітні 2013 року Міністерство фінансів Чехії заявило у своїй програмі конвергенції, наданій Європейській комісії, що країна ще не встановила цільову дату прийняття євро і не подасть заявку на членство в ERM II у 2013 році. Їхня мета полягала в тому, щоб обмежити час перебування на посаді члена ERM II до приєднання до єврозони якомога коротшим періодом. 29 травня 2013 року Голова Чеського національного банку (центрального банку Чеської Республіки) Мирослав Зінгер заявив, що, на його професійну думку, Чехія не введе євро до 2019 року. У грудні 2013 року уряд Чехії схвалив рекомендацію Чеського національного банку та Міністерства фінансів проти встановлення офіційної цільової дати для прийняття євро або приєднання до ERM II у 2014 році.
Мілош Земан, який був обраний президентом Чеської Республіки на початку 2013 року, підтримує введення євро в Чехії, хоча він також виступає за проведення референдуму щодо цього рішення.   Незабаром після вступу на посаду в березні 2013 року Земан припустив, що Чехія не буде готова до зміни протягом щонайменше п’яти років. Прем'єр-міністр Богуслав Соботка від соціал-демократів заявив 25 квітня 2013 року, перед перемогою його партії на виборах у жовтні, що він «впевнений, що уряд, який буде сформований після виборів наступного року, має визначити дату введення євро» і що «1 січня 2020 року може бути датою, на яку варто подивитися». Невдовзі після того, як у січні 2014 року склав присягу в новому кабінеті, міністр закордонних справ Чехії Любомір Заоралек заявив, що країна повинна приєднатися до єврозони якомога швидше. Опозиційний TOP 09 також виступав на платформі на парламентських виборах 2013 року, яка закликала Чехію перейти на євро в період з 2018 по 2020 рік. Відповідно до цього, голова Чеського національного банку, виконуючи консультативну роль для уряду щодо термінів запровадження євро, назвав 2019 рік як найранішу можливу дату введення євро.
У квітні 2014 року Міністерство фінансів Чехії у своїй програмі конвергенції, наданій Європейській комісії, пояснило, що країна ще не встановила цільову дату прийняття євро і не подасть заявку на членство в ERM-II у 2014 році. Їхня мета полягала в тому, щоб обмежити їх час як члена ERM-II до вступу до єврозони якомога коротшим періодом. Більше того, попередній уряд вважав, що: «фіскальні проблеми єврозони разом із постійними труднощами прогнозування розвитку валютного союзу не створюють сприятливого середовища для майбутнього переходу на євро».
У червні 2014 року Земан заявив, що сподівається, що його країна запровадить євро вже в 2017 році, стверджуючи, що прийняття буде корисним для чеської економіки в цілому. Опозиційна партія ODS у відповідь провела кампанію за підписання чехами петиції проти євро, переданої до Сенату Чехії в листопаді 2014 року, але, на думку політичних оглядачів, не має жодного впливу на зміну політики уряду щодо переходу на євро в країні. середньострокову без проведення про це референдуму.
У грудні 2014 року уряд Чехії затвердив спільну рекомендацію Чеського національного банку та Міністерства фінансів проти встановлення офіційної цільової дати для прийняття євро або приєднання до ERM-II протягом 2015 року. У березні 2015 року правляча Чеська соціал-демократична партія прийняла політику, спрямовану на отримання політичної підтримки для переходу на євро до 2020 року. У квітні 2015 року коаліційний уряд оголосив, що погодився не встановлювати ціль щодо прийняття євро та не входити в ERM-2 до наступних парламентських виборів, запланованих на 2017 рік, що робить малоймовірним, що Чехія введе євро до 2020 року. Крім того, коаліційний уряд погодився, що в разі перемоги на переобранні він встановить кінцевий термін до 2020 року для узгодження конкретної дорожної карти щодо прийняття євро. У червні 2015 року міністр фінансів Андрей Бабіш запропонував провести необов’язковий публічний референдум щодо прийняття євро. Кабінет міністрів Андрея Бабіша, який був сформований після парламентських виборів 2017 року, не планує переходити до євро в межах свого терміну.

### 2020-ті роки
Кабінет міністрів Петра Фіали, який сформувався на парламентських виборах 2021 року, також не має наміру вводити євро в межах свого терміну, називаючи прийняття «невигідним» для Чеської Республіки.

## Використання євро
Вибрані мережеві магазини в Чехії приймають оплату готівкою в євро, а здачу повертають у чеських кронах.

## Громадська думка
Нижче наведено опитування щодо того, чи варто Чехії скасувати крону та прийняти євро.
| Дата (опитування) | Дата (коли опубліковано) | Так | Ні  | Не визначилися | Аґенція       |
| ----------------- | ------------------------ | --- | --- | -------------- | ------------- |
| Вересень 2004     | October 2004             | 52% | 48% | 0%             | Eurobarometer |
| Вересень 2005     | Листопад 2005            | 49% | 51% | 0%             | Eurobarometer |
| Грудень 2005      | Січень 2011              | 44% | 56% | 0%             | STEM          |
| Квітень 2006      | Червень 2006             | 56% | 44% | 0%             | Eurobarometer |
| Червень 2006      | Січень 2011              | 46% | 54% | 0%             | STEM          |
| Вересень 2006     | Листопад 2006            | 56% | 44% | 0%             | Eurobarometer |
| Листопад 2006     | Січень 2011              | 47% | 53% | 0%             | STEM          |
| Квітень 2007      | Листопад 2007            | 57% | 43% | 0%             | Eurobarometer |
| Вересень 2007     | Листопад 2007            | 56% | 44% | 0%             | Eurobarometer |
| Травень 2008      | Липень 2008              | 54% | 46% | 0%             | Eurobarometer |
| Травень 2009      | 2009                     | 61% | 39% | 0%             | Eurobarometer |
| Вересень 2009     | 2009                     | 48% | 52% | 0%             | Eurobarometer |
| Вересень 2010     | Січень 2011              | 30% | 70% | 0%             | STEM          |
| Вересень 2010     | Грудень 2010             | 41% | 59% | 0%             | Eurobarometer |
| Січень 2011       | 2011                     | 22% | 78% | 0%             | STEM          |
| Травень 2011      | Серпень 2011             | 33% | 67% | 0%             | Eurobarometer |
| Листопад 2011     | Липень 2012              | 13% | 82% | 5%             | Eurobarometer |
| Квітень 2012      | Липень 2012              | 13% | 81% | 6%             | Eurobarometer |
| Квітень 2013      | Червень 2013             | 14% | 80% | 6%             | Eurobarometer |
| Квітень 2014      | Червень 2014             | 16% | 77% | 7%             | Eurobarometer |
| Квітень 2015      | Травень 2015             | 24% | 69% | 7%             | CVVM          |
| Квітень 2015      | Травень 2015             | 29% | 70% | 1%             | Eurobarometer |
| Квітень 2016      | Травень 2016             | 17% | 78% | 5%             | CVVM          |
| Квітень 2016      | Травень 2016             | 29% | 70% | 1%             | Eurobarometer |
| Квітень 2017      | Травень 2017             | 21% | 72% | 7%             | CVVM          |
| Квітень 2017      | Травень 2017             | 29% | 70% | 1%             | Eurobarometer |
| Квітень 2018      | Травень 2018             | 20% | 73% | 7%             | CVVM          |
| Квітень 2018      | Травень 2018             | 33% | 66% | 1%             | Eurobarometer |
| Квітень 2019      | Травень 2019             | 20% | 75% | 5%             | CVVM          |
| Квітень 2019      | Червень 2019             | 39% | 60% | 1%             | Eurobarometer |

## Статус
Маастрихтський договір 1992 року спочатку вимагав, щоб усі члени Європейського Союзу приєдналися до євро, коли будуть дотримані певні економічні критерії. Чехія виконує дві з п'яти умов для вступу до євро; їх рівень інфляції, не входження до європейського курсового механізму та невідповідність його внутрішньому законодавству є умовами, які не виконуються.